# Franco Vaccari
Franco Vaccari (Modena, 18 giugno 1936) è un artista e fotografo italiano.
Vive e lavora a Modena.

## Biografia
Figlio di un fotografo professionista, sin dagli anni in cui frequenta il liceo, coltiva interessi intorno all'arte, in particolare la poesia, la fotografia e il cinema. Frequenta l'Università a Milano, dove completa gli studi scientifici laureandosi in Fisica al Politecnico. Studi e interessi della giovinezza indirizzano e formalizzano quelle ricerche sperimentali che confluiranno da una parte nella produzione artistica d'esordio come poeta visivo (Pop esie, 1965; Entropico, 1966; Le tracce, 1966; Atest, 1968; La scultura buia, 1968; Strip-street, 1969; Per un trattamento completo, 1971), dall'altra parte in una sempre più serrata riflessione teorica sui mezzi di comunicazione e il processo artistico (Duchamp e l'occultamento del lavoro, 1978; Fotografia e inconscio tecnologico, 1979).
La sua prima personale è ospitata alla Galleria dell'Elefante di Venezia già nel 1966, ma è con L'ambiente buio (Centro di Documentazione Visiva, Piacenza, 1968) e poi con Ambiente Geiger (Galleria Techné, Firenze, 1969) e Concerto cosmico (Modena, 1969) che inaugura un'autonoma e personale espressione artistica intesa, piuttosto che come opera finita, nel senso di una più ampia azione concettuale a partire dall'ambiente in cui si svolge sino alle possibili interazioni con i fruitori, azione che viene documentata attraverso lo strumento fotografico e che, nella pubblicazione del catalogo (alias “libro d'artista”), perviene alla propria restituzione logica e alle proprie evidenze di significato. In tal senso, il libro La scultura buia (Piacenza, 1968) può considerarsene a tutti gli effetti il primo esempio.
A queste azioni-evento Franco Vaccari assegna la denominazione di esposizioni in tempo reale: «La differenza fra gli happening, le performance e le esposizioni in tempo reale è una differenza di struttura. Mentre infatti le prime si sviluppano linearmente e nelle varie fasi ubbidiscono a precisi programmi predeterminati, le esposizioni in tempo reale hanno come elemento caratterizzante la possibilità di retro-azione e cioè del feed-back» (Franco Vaccari, 1978). Dunque, l'ambiente non è lo “spazio dell'esposizione” e nemmeno “dell'azione” stricto sensu, al contrario è “spazio della relazione”; l'opera non è un “dato progettato dall'artista”, al contrario è un “processo innescato dall'artista”.
È con l’Esposizione in tempo reale n. 4. Lascia su queste pareti una traccia fotografica del tuo passaggio, sala personale al Padiglione Italia della 36ª Biennale di Venezia del 1972, che ottiene il primo riconoscimento internazionale, aprendosi al grande pubblico: «[...] ho esposto una cabina Photomatic (una di quelle cabine per fototessere che si trovano nelle grandi città) ed una scritta in quattro lingue che incitava il visitatore a lasciare una traccia fotografica del proprio passaggio. Io mi sono limitato ad innescare il processo facendo la prima photostrip, il giorno dell'inaugurazione; poi non sono più intervenuto. Alla fine dell'esposizione le strip accumulate erano oltre 6000» (Franco Vaccari, 2007). Come scrive Renato Barilli nell'introduzione al libro che ne segue (Esposizione in tempo reale, Pollenza, La Nuova Foglio Editrice, 1973), era «l'instaurarsi di una ben regolata dialettica tra programmazione e caso, calcolo e alea, intervento selettivo dell'artista e criterio democratico di lasciar fare agli altri». Soprattutto, l'azione-evento di Franco Vaccari demolisce lo status della fotografia come “mimesi”, “rappresentazione”, per ripristinarne criticamente la natura di “frammento di una esperienza”, “traccia di un accadimento”.
Alla Biennale di Venezia Franco Vaccari espone con sala personale ancora nel 1980 (Esposizione in tempo reale n. 19. Codemondo) e nel 1993 (Esposizione in tempo reale n. 21. Bar code - Code bar), e nell'ambito della collettiva L'Io e il suo doppio curata da Italo Zannier nel 1995. La presenza al Trigon ‘73 e al Trigon ‘75 alla Neue Galerie di Graz, l'esposizione alla Triennale di Milano nel 1979, l'antologica al Museum Moderner Kunst di Vienna nel 1984, l'esperienza alla Kunsthauschen di Bregenz nel 1998, la partecipazione alla mostra Minimalia al PS1 Contemporary Art Center di New York nel 1999, il progetto a La Chaufferie di Strasburgo con gli studenti dell'Accademia d'Arte della città nel 2004, le personali al Musée d'Art Moderne et Contemporaine di Strasburgo nel 2007 e al Museo Cantonale d'Arte di Lugano nel 2008, i molti inviti ad esporre presso gli Istituti Italiani di Cultura all'Estero, ed in generale le numerosissime personali e collettive che lo vedono protagonista ininterrottamente presso spazi pubblici e privati, tutto questo costituisce segnale attendibile della costante attenzione da parte della critica e del pubblico all'attività di uno dei maggiori esponenti delle avanguardie contemporanee che è riuscito a rimanere coerente nella sperimentazione, consolidando la personale pratica artistica all'interno di una parallela produzione teorica.
Ulteriori cicli come quello del Codice a barre, del Sogno o Palestra notturna, dell’Esperienza del buio riconducono alla matrice concettuale dell'Esposizione in tempo reale e altresì restituiscono la complessità di una vicenda artistica che spesso è considerata, esclusivamente e riduttivamente, nella prospettiva dell'impiego dello strumento fotografico, dimenticando così che Franco Vaccari - per il quale il binomio arte e scienza rappresenta un fattore determinante nelle sue ricerche e allo stesso tempo la struttura interpretativa della sua produzione - sperimenta e indaga la portata di numerosi mezzi di comunicazione così come di tecniche, valorizzandone le possibilità di interazione. Basta dare una scorsa alla sua filmografia o ancora, uno per tutti,  al più recente progetto web (poi tradotto su cd-rom) Artist's Atelier del 1996, presentato alla Casa del Giorgione di Castelfranco Veneto.
Tra i progetti espositivi ed editoriali che hanno contribuito a ordinarne e storicizzarne la produzione e la letteratura critica di riferimento si ricordano le rassegne: 'Franco Vaccari. Photomatic e altre storie' 2006, allo spazio Belvedere Fotografia di Milano, a cura di Claudia Zanfi. 'Franco Vaccari. Col tempo' 2007 allo Spazio Oberdan, a Milano, retrospettiva sulla produzione fotografica. 'Franco Vaccari. Opere 1955-1975' che gli dedica la sua città nel 2007 con sede espositiva al Fotomuseo Panini e alla Palazzina dei Giardini (già nel 1987 la Galleria Civica di Modena produce la mostra Franco Vaccari. Opere 1966-1986); i regesti sui libri d'artista 'In forma di libro. I libri di Franco Vaccari', che accompagna l'omonima mostra alla Biblioteca Poletti di Modena nel 2000. Prima e unica raccolta su film, video e video-installazioni l'opera 'Fuori schema 1966-2001', pubblicato in occasione della omonima rassegna organizzata nel corso del 2001 con tappe a Milano, Modena e Roma, a cura di Claudia Zanfi, presentato inoltre al Festival del Cinema di Locarno. Infine la raccolta di scritti critici e teorici, suoi e di altri, scelti tra quelli meno conosciuti e ripubblicati 'Feedback. Scritti su e di Franco Vaccari', volume presentato tra gli eventi collaterali della mostra allo Spazio Oberdan di Milano nel 2007.
Dal 2004 Franco Vaccari insegna alla Facoltà di Architettura del Politecnico di Milano.

## Opere
Sin dalla metà degli anni sessanta, Vaccari sperimentò un nuovo modo di utilizzare la fotografia: non più con intenti mimetici o rappresentativi, bensì come segno, come traccia di una presenza, di un'esperienza. Tra le tematiche ricorrenti di tutta l'opera di Vaccari si possono enucleare il rapporto aperto tra l'opera e lo spettatore (spesso coinvolto nella realizzazione dell'opera/esposizione), l'utilizzo critico degli strumenti mass-mediatici e la particolare attenzione al contesto spaziale delle proprie esposizioni, dalla galleria allo spazio pubblico e cittadino.

La carriera di Vaccari si aprì al grande pubblico nel 1972, con la partecipazione alla Biennale di Venezia, in cui ebbe luogo una delle sue "Esposizioni in tempo reale" - «un'esposizione che nel momento stesso in cui viene esposta mostra il meccanismo del suo farsi» - con cui si allontanò definitivamente dalla definizione classica di fotografo, mostrando contaminazioni da parte dell'arte concettuale e della performance art di quegli anni.

Al Padiglione Italia, nella sala a lui riservata, il giorno dell'inaugurazione si vedevano solo pareti bianche e una Photomatic. Sul muro compariva una fotografia dell'artista, ed una scritta: "Lascia su queste pareti una traccia del tuo passaggio". Alla fine della Biennale, le pareti erano interamente ricoperte da strisce di fotografie attaccate dei visitatori, che divenivano al tempo stesso autori e protagonisti, attraverso i loro quattro scatti e la disposizione scelta per la loro esposizione. Secondo Vaccari, grazie all'apporto dei visitatori, la mostra si era formata ed era cresciuta «come un organismo sensibile a tutte le influenze dell'ambiente». Dunque l'artista non è più il produttore unico dell'opera di fronte ad uno spettatore passivo, bensì colui che innesca un evento senza poterne prevedere i risultati: è il pubblico che, recependo e reagendo allo stimolo, contribuisce ad arricchire - ed eventualmente a mutare - il significato dell'evento.

Qualche anno più tardi a Milano alla galleria 291, lo spettatore veniva fotografato in una sala, nell'entrare nella sala successiva vedeva la propria immagine proiettata sul muro, veniva nuovamente fotografato nell'atto di stupirsi dall'essere passato da visitatore, a protagonista.

## Libri
- Pop esie, Modena, Cooptip, 1965
- Entropico (introduzione di E. Isgrò), Bologna, Sampietro, 1966
- Le tracce (introduzione di A. Spatola), Bologna, Sampietro, 1966
- Atest, Parma, Edizioni Geiger, 1968
- La scultura buia, Piacenza, Centro Documentazione Visiva, 1968
- Streep street, Paris, Agenzia, 1969
- Per un trattamento completo, Modena, presso l'autore, 1971
- 3 Esposizioni in tempo reale, Modena, presso l'autore, 1972
- Viaggio sul Reno settembre 1974, Brescia, Nuovi Strumenti, 1976
- Duchamp e l'occultamento del lavoro, Modena, presso l'autore, 1978
- Sogni, Traume, Rèves, Dreams (con Adriano Altamira), Brescia, Nuovi strumenti, 1985
- Dream idea; ready made, Modena, presso l'autore, 1988
- Fotografia e inconscio tecnologico, Torino, Agorà, 1979 (2ª ed.)
- Franco Vaccari. Radici, Vignate, Tomasetig, 1995
- Artist's atelier. Esposizione in tempo reale n°22 (allegato cd-rom), Loreggia (Pd), presso l'autore, 1997
- Ausstellung / Esposizione in tempo reale n°26: Rubbeln und gewinnen / Gratta e Vinci, Merano, artForum Gallery, 1998
- Franco Vaccari. Esposizioni in tempo reale, Klatovy, Gelerie Klatovy Klenova, 1999
- Sulla ghirlandina anni fa, Modena, presso l'autore, 1999
- Franco Vaccari: Trilogia delle coincidenze/Trilogie nàhodnych shod, Rubiera, Linea di Confine Edizioni, 2004
- Postmodern art ed erotismo, in www.informatissima.it, 2004
- La chaufferie de Descartes, Strasburgo, La Chaufferie, 2005
- Franco Vaccari: cani+sedie+donne, Franco Vaccari by il quaderno del circolo degli artisti, 2005
- Franco Vaccari, con Gianfranco Baruchello, Anna Valeria Borsari, Emilio Fantin, Marco Vaglieri, Nel segno di Giotto. Cinque percorsi artistici, AMP edizioni, Carpi 2008

- Franco Vaccari. Duchamp messo a nudo. Dal ready-made alla finanza creativa, Pistoia, Gli Ori, 2009

## Film e Video
- 1966-1967, Nei sotterranei, 16 mm, b/n, 15'
- 1967, Caleidoscopio (disperso)
- 1968, La placenta azzurra, 8 mm, col, sonoro, 10'
- 1969, Ventoscopio, 8 mm, col, sonoro, 2' 4'’
- 1971, Cani lenti, 8 mm, b/n e col, sonoro dai Pink Floyd, 12'
- 1972, Feedback, video, b/n, 12'
- 1973, Esperimento col tempo, video, b/n, 9'
- 1973, Il mendicante elettronico (ovvero “Il medium è il potere”), VHS, b/n, sonoro dell'autore, nastro continuo
- 1973, Esposizione in tempo reale n. 5. Comunicazione segreta (spazio privato in spazio privato), video-installazione
- 1973-1976, Film disseminato, spezzoni di 4 fotogrammi
- 1974, Piloro (Marilena double face), 8 mm, col, sonoro dell'autore, 6'
- 1980, Secondo tentativo di ricordare la notte, diapositive anamorfiche per installazione
- 1996, Atelier d'Artista, cdr-om (da un progetto web)
- 2000, La Via Emilia è un aeroporto, VHS, col, sonoro, 16'
- 2001, Fame di vento, video-proiezione per installazione
- 2002, L'album di Debora, video da materiale fotografico
- 2003, Provvista di ricordi per il tempo dell'Alzheimer, video da materiale fotografico
- 2004, Buona notte, video ideato e proiettato “per favorire il sonno” durante l'Esposizione in tempo reale n. 32: La Chaufferie, Strasburgo

## Esposizioni personali
- 1967, Franco Vaccari, Galleria dell'Elefante, Venezia
- 1968, L'ambiente buio, Centro di Documentazione Visiva, Piacenza
- 1969, Ambiente Geiger, Galleria Techné, Firenze
- 1969, Concerto cosmico, Modena
- 1970, L'occhio aperto, Galleria Il Diaframma, Milano
- 1970, Immagini captate, Galleria Blu, Milano
- 1970, Immagini televisive, Galleria Paolo Barozzi, Venezia
- 1971, Viaggio + Rito, Galleria 2000, Bologna
- 1972, Esposizione in tempo reale n. 4: Lascia su queste pareti una traccia fotografica del tuo passaggio, XXXVI Biennale di Venezia (sala personale)
- 1974, Franco Vaccari, Galleria 291, Milano
- 1975, Franco Vaccari, Galleria Cavellini, Brescia
- 1975, Volti nuovi per un film, Studio d'Arte Eremitani, Padova
- 1975, Le esposizioni in tempo reale di Franco Vaccari, Unimedia, Genova
- 1976, Franco Vaccari, Galleria de' Foscherari, Bologna
- 1976, Immagini captate, Galleri Uxa, Novara
- 1976, Franco Vaccari. Azione a distanza / Action at a distance (mail-art)
- 1977, Franco Vaccari, Studio Marconi, Milano
- 1977, Franco Vaccari, Galleria Lastoria, Roma
- 1978, Un espace parlé, Galleria Gaetan, Ginevra
- 1978, Franco Vaccari, Galleria Remont, Varsavia
- 1979, Ricordo di un ricordo, Studio Marconi, Milano
- 1979, Franco Vaccari, P.A.C., Genova
- 1979, Araldica, Studio 46, Torino
- 1980, Biennale di Venezia (sala personale)
- 1984, Franco Vaccari, Studio Marconi, Milano
- 1984, Franco Vaccari, Museum Moderner Kunst, Vienna
- 1984, Franco Vaccari, Galerie West, Imst
- 1985, Franco Vaccari, Galleria Nuova 2000, Bologna
- 1986, Palestre Notturne, Fonte d'Abisso, Modena-Milano
- 1987, Lascia una traccia del tuo passaggio, Rubiera
- 1987, Franco Vaccari, Galleria Civica, Modena
- 1988, Sogni, Istituto Italiano di Cultura, Madrid
- 1988, Franco Vaccari, Studio Bocchi, Roma
- 1990, Ossessioni, Regione Autonoma Valle d'Aosta, Tour Fromage, Aosta
- 1990, Codice a barre, segno dei tempi, Fonte d'Abisso, Modena
- 1991, Paesaggi in codice, Fonte d'Abisso, Milano
- 1993, Esposizione in tempo reale n. 21: bar code - code bar, XLV Biennale di Venezia (sala personale)
- 1993, Franco Vaccari, Galleria Container, Firenze
- 1996, Atelier di artisti, Galleria UXA, Novara
- 1996, Artist's Atelier Internet Site, Casa del Giorgione, Castelfranco Veneto
- 1996, Fin de siècle, Palazzo Ducale, Genova,
- 1997, Esposizione in tempo reale n. 23: Anche tu qui!? Caffè, Centro d'Arte Contemporanea, Bellinzona
- 1998, Esposizione in tempo reale n. 24: Bar-Bar, Les rencontres d'Arles, Arles
- 1998, Esposizione in tempo reale n. 25: Kunsthauschen, Bregenzer Kunstverein, Bregenz
- 1998, Esposizione in tempo reale n. 26: Gratta & Vinci, artFORUM Gallery, Merano
- 1998, Opere vicine e lontane, Galleria Percorso Vita, Bologna
- 1999, Franco Vaccari, Galerie Klatovy-Klenova, Klatovy
- 2000, In forma di libro. I libri di Franco Vaccari, Biblioteca Civica d'Arte Luigi Poletti, Modena
- 2001, Hlad vetra / Fame di vento, Galéria Jana Kornioska, Trnava
- 2001, Franco Vaccari 1966-2001. Video&Film, Careof Cusano Milanino e Viafarini, Milano; Galleria Civica, Modena; Sala delle Colonne, Nonantola; Museo Laboratorio dell'Università La Sapienza, Roma
- 2002, Camere con vista e altre storie, Ex Convento di Santa Maria, Gonzaga
- 2002, No Fiction Art, Galleria Estro, Padova; Fondazione Ado Furlan, Spilimbergo
- 2002, Franco Vaccari. Fuori Schema 1966-2002. Film e Video, Milano, Modena, Roma
- 2003, Franco Vaccari. Fuori Schema 1966-2002. Film e Video, 56th International Film Festival, Locarno
- 2003, Provvista di ricordi per il tempo dell'Alzheimer, Palazzo dei Musei, Modena
- 2004, Immagini a contatto: Franco Vaccari. Viaggi nelle fotografie, FotoMuseo Giuseppe Panini, Modena
- 2004, Franco Vaccari. La chaufferie de Descartes, La Chaufferie, Strasburgo
- 2004, Trilogia delle Coincidenze, Istituto Italiano di Cultura, Praga
- 2004, Damir Niksic e Franco Vaccari, CAC Ticino, Centro per l'Arte Contemporanea, Bellinzona
- 2005, Going Public ‘05. Dai Balcani al Baltico, Giardini Pubblici, Modena; Piazza Duomo, Milano
- 2005, Transiberianarte. Attraversamenti al buio, Galleria Transarte, Rovereto; Incontri Internazionali, Rovereto
- 2005, Buio, nebbia padana, suoni, luci, Transmec Group e Galleria Raffaella Cortese, Campogalliano di Modena
- 2005, Incubazione II. Progetto espositivo di Franco Vaccari e degli studenti dell'Ecole Superieure des Arts Decoratifs de Strasbour, Strasburgo
- 2006, Omaggio a Franco Vaccari. Photomatic e altre storie, Bel Vedere Fotografia, Milano, a cura di Claudia Zanfi
- 2006, L'Età dei sogni. Adriano Altamira e Franco Vaccari, Nuovi Strumenti Show Room, Brescia
- 2007, Col Tempo. Esposizioni in tempo reale, fotografie, film, video, video-installazioni, 1965-2007, Spazio Oberdan, Milano
- 2007, Franco Vaccari, MAMC Musee d'Art Moderne et Contemporain, Strasburgo
- 2007, Franco Vaccari - Opere 1955-1975, Fotomuseo Panini e Palazzina dei Giardini, Modena
- 2008, Vaccari di Franco Vaccari. Antologia fotografica 1955-2007, Museo Cantonale d'Arte, Lugano
- 2008,  Franco Vaccari. Video e Fotografie,  CRAF Centro di Ricerca e Archiviazione della Fotografia, Lestans
- 2008, Franco Vaccari (Incontro), FSMgallery, Firenze
- 2008, Franco Vaccari. Arte e Poesia (Incontro nell'ambito di “Perché non parli?”), Spazio Oberdan, Milano
- 2009, Uno. Basilico, Fontana, Ghirri, Jodice, Vaccari, Ex Ospedale Sant'Agostino, Modena
- 2009, Mauro Ghiglione / Franco Vaccari. Paso Doble, Galleria Michela Rizzo, Venezia
- 2010, Franco Vaccari. Le tracce occultate, Galleria Transarte, Rovereto